# Kalretikulin

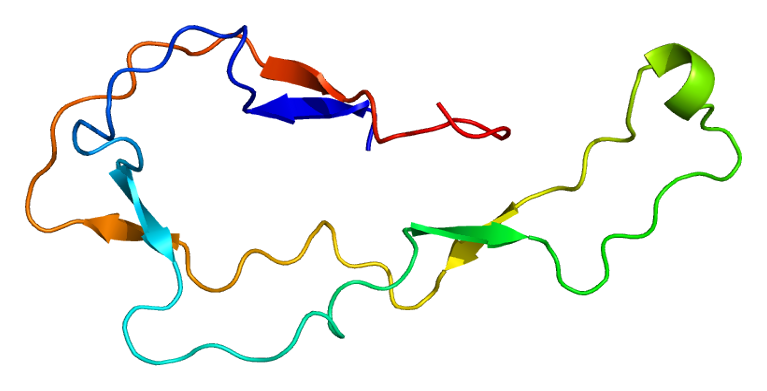
Kalretikulin

Kalretikulin (příp. calreticulin, též ERp60, calregulin, CRP55, CaBP3) je protein o velikosti 46–47 kDa přítomný uvnitř endoplazmatického retikula se schopností vázat vápník (calcium, Ca2+). C-terminální doména kalretikulinu váže až 25 iontů vápníku na molekulu kalretikulinu, ačkoliv s poměrně nízkou afinitou (Kd = 1 mM). Má i jedno vysokoafinní vazebné místo pro vápenatý iont (Kd = 1 µM). N-terminální doména dále váže ATP a také Zn2+.

## Funkce
Je to lektin, který se váže na N-glykany čerstvě vyrobených (do ER translokovaných) glykoproteinů, jež byly v procesu dozrávání zbaveny prvních dvou glukózových podjednotek (pomocí glukosidázy I a glukosidázy II), a pomáhá jim sbalit se a dosáhnout správného prostorového uspořádání. Proto je to zástupce chaperonů, podobně jako kalnexin, který se na tomto procesu také účastní a podle něhož byl pojmenován tzv. „kalnexinový cyklus“.
V endoplazmatickém retikulu buněk hladké svaloviny i některých nesvalových buněk navíc kalretikulin umožňuje vyvazovat („sekvestrovat“) vápenaté ionty; v některých případech váže až 50 % veškerých vápenatých iontů v ER.